# Geir Björklund
Geir Björklund (Mo i Rana, Noruega, 20 de Abril de 1969) é um escritor especializado em medicina, jornalista e editor. Ele é membro da World Association of Medical Editors. 
Björklund é mais conhecido como um defensor ativo da medicina e odontologia biológica sem mercúrio. Muitos dos seus artigos médicos sobre os efeitos na saúde do amálgama dental tem sido destaque em jornais noruegueses. Geir Björklund também é conhecido como o fundador e ex-editor das revistas Tenner & Helse (órgão para Norwegian Dental Patient Association (Forbundet Tenner Helse)), e Nordic Journal of Biological Medicine (Nordisk Tidsskrift for Biologisk Medisin). Ele também teveconsultoria de atribuições para a Comissão Norueguesa de Saúde. 